# Miran Maričić
Miran Maričić, född 17 juni 1997, är en kroatisk sportskytt.

## Karriär
Vid EM i 10 meter luftvapen 2018 i Győr tog Maričić silver tillsammans med Petar Gorša och Marin Čerina i lagtävlingen i 10 meter luftgevär. Vid VM 2018 i Changwon tog han brons i 10 meter luftgevär. Vid EM i 10 meter luftvapen 2020 i Wrocław tog Maričić silver tillsammans med Petar Gorša och Borna Petanjek i lagtävlingen i 10 meter luftgevär samt brons tillsammans med Estera Herceg i den mixade lagtävlingen i 10 meter luftgevär.
Vid EM 2021 i Osijek tog Maričić brons tillsammans med Brona Petanjek och Petar Gorša i lagtävlingen i 10 meter luftgevär. Vid EM i 10 meter luftvapen 2022 i Hamar tog han brons i 10 meter luftgevär samt brons tillsammans med Petar Gorša och Borna Petanjek i lagtävlingen i 10 meter luftgevär. Vid medelhavsspelen 2022 i Oran tog Maričić silver i 10 meter luftgevär.
Vid europeiska spelen 2023 i Wrocław tog Maričić silver tillsammans med Petar Gorša och Josip Sikavica i lagtävlingen i 10 meter luftgevär. Vid VM 2023 i Baku tog han brons tillsammans med Petar Gorša och Josip Sikavica i lagtävlingen i 10 meter luftgevär. Vid EM i 10 meter luftvapen 2024 i Győr tog Maričić silver tillsammans med Petar Gorša och Josip Sikavica i lagtävlingen i 10 meter luftgevär. Vid olympiska sommarspelen 2024 i Paris tog han brons i 10 meter luftgevär.